# Desmatoneura davidi
Desmatoneura davidi är en tvåvingeart som beskrevs av Zaitzev 1997. Desmatoneura davidi ingår i släktet Desmatoneura och familjen svävflugor. Inga underarter finns listade i Catalogue of Life.